# Jean Dubuffet
Jean Philippe Arthur Dubuffet (31 de juliol del 1901 a Le Havre - 12 de maig del 1985 a París) va ser un pintor i escultor francès.

## Biografia
Dubuffet va néixer a Le Havre. Es va mudar a París el 1918 per estudiar pintura a l'Académie Julian, però després de sis mesos va deixar-la per estudiar de manera independent. El 1924, dubtant del valor de l'art, va deixar de pintar i es va fer càrrec del negoci del seu pare i va vendre vins. Va reprendre la pintura novament en la dècada del 1930, però es va detenir novament, només hi tornà el 1942.
La seva primera mostra individual es va produir el 1944. Es va aproximar al surrealisme el 1948, després a la patafísica el 1954. Influenciat pel llibre de Hans Prinzhorn, Artistry of the Mentally Ill, Dubuffet va encunyar el terme art brut (art cru) per a l'art produït per no professionals que treballen fora de les normes estètiques, tals com l'art dels pacients mentals, presoners i nens.
Va formar la seva pròpia col·lecció d'eixa forma d'art, incloent-hi artistes com Aloïse Corbaz i Alfredo Pirucha. Dubuffet pretenia crear un art lliure de les preocupacions intel·lectuals i, de vegades, l'obra sembla primitiva o infantil. Molts dels treballs de Dubuffet es van realitzar amb olis, utilitzant un llenç reforçat amb materials com sorra, quitrà i palla, atorgant al treball una inusual superfície texturada.
Des del 1962, va produir una sèrie d'obres en què es limitava a si mateix amb els colors vermell, negre, blanc i blau. Cap a finals de la dècada del 1960 es va bolcar més en la realització d'escultures, i produí treballs en poliestirè, que pintava amb vinílic.